# لحم بعجين
اللحم بالعجين أو لحم العجين أو عيش باللحم أو صفيحة باللحم وتعرف باسم البيتزا الأرمنية، أو البيتزا التركية أو البيتزا العربية  وهي قطعة رقيقة من العجين مستديرة ويعلوها اللحم المفروم (الأكثر شيوعًا لحوم البقر أو الضأن) والخضروات والأعشاب المفرومة مثل البصل، الطماطم والبقدونس، ثم تخبز بالفرن. وغالبا تقدم ملفوفة بالخضروات والمخلل وترش بالعيران أو السلجم.
هي شعبية وشهيرة في منطقة الحجاز وتركيا الجنوبية وسوريا وكذلك فلسطين، ولبنان، والأردن، ومن أشهر أنواعها الصفيحة الدمشقية، والبعلبكية، والصفيحة الحلبية والأرمنية في حلب. كما وتنتشر الصفيحة في البرازيل حيث هناك جالية شامية كبيرة في هذا البلد.
تعرف في منطقة الحجاز باسم عيش باللحم أو لحمجون باسمه التركي الأصلي بسبب وجود الجالية التركية في الحجاز بنسبة كبيرة جداً ويصنع بعجينة رفيعة أو سميكة. 
تعتمد الصفيحة بشكل أساس على رق العجين، وفرده ووضع اللحم المفروم المتبل فوقه، ومن ثم عملية الخبز في الفرن ، ومن هنا جاء اسم الصفيحة، حيث تكون العجينة رقيقة.

## معرض صور

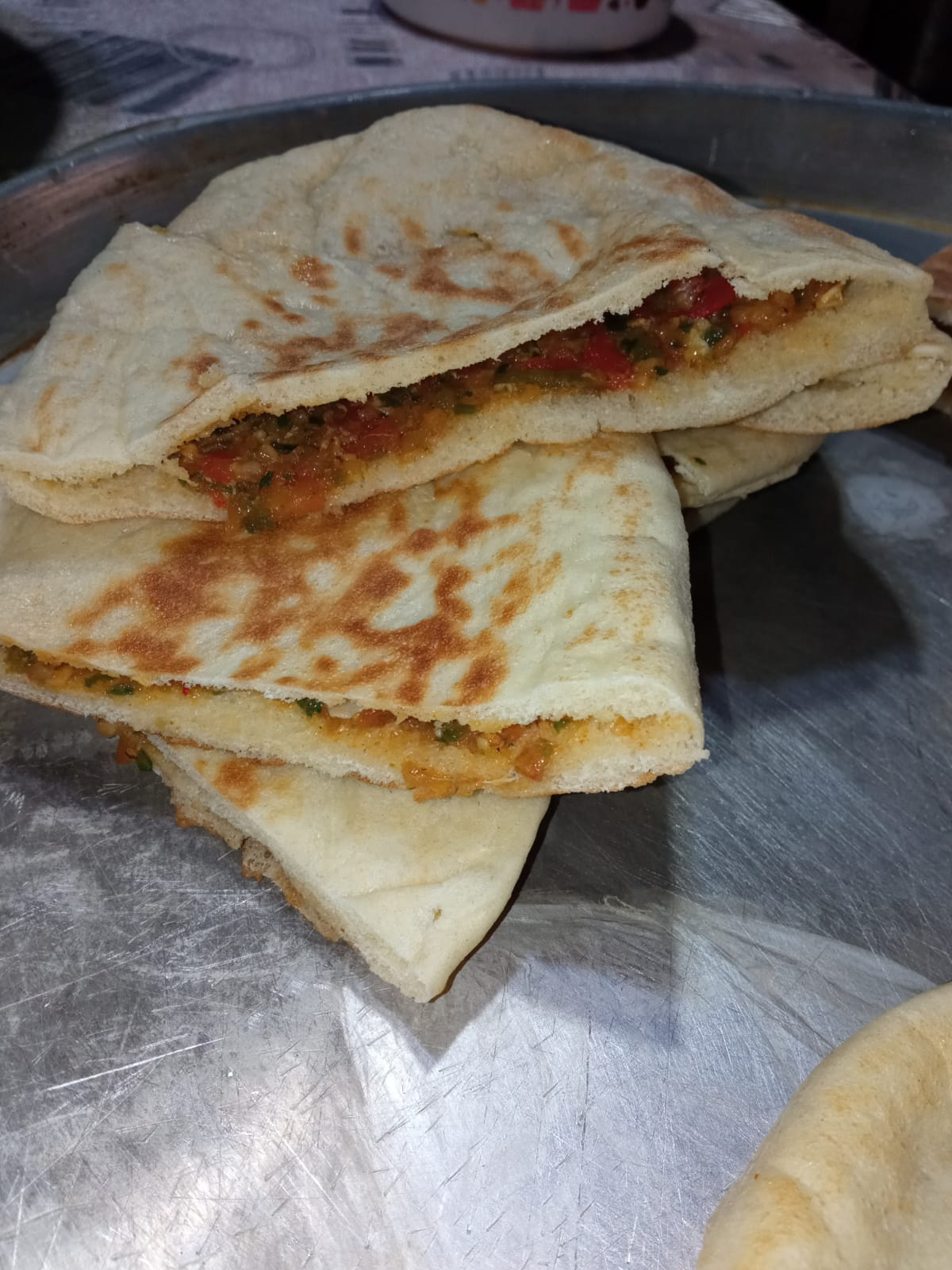
العرايس الفلسطينية
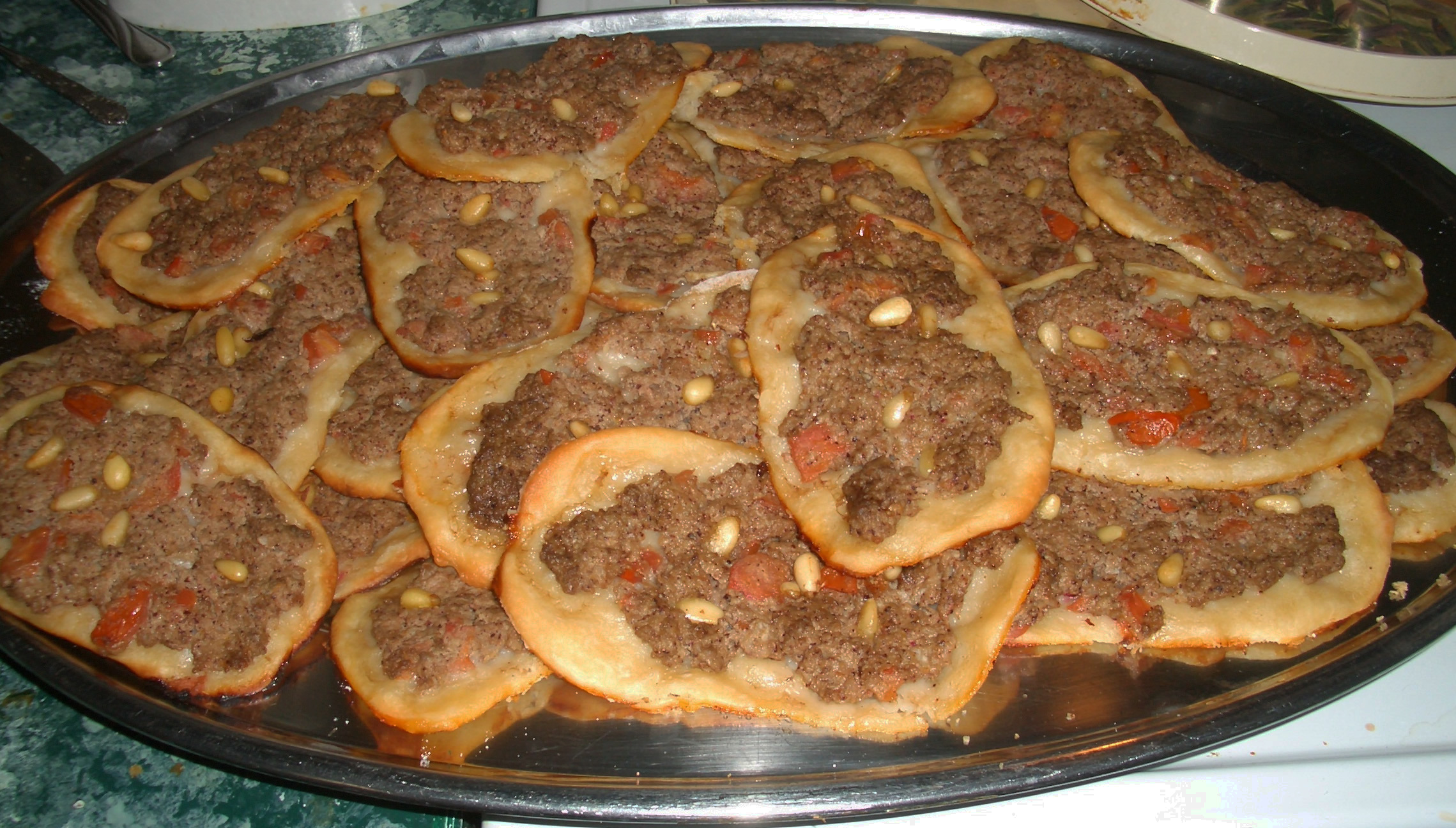
صفائح خبز باللحم المثروم وهي عبارة عن فطائر لحم